# Fiat A.60
Il Fiat A.60 era un motore aeronautico con 6 cilindri invertiti in linea e raffreddato ad aria, prodotto dall'azienda italiana Fiat Aviazione negli anni trenta.
Realizzato per motorizzare velivoli leggeri era stato pensato come "motore d'automobile per volare".
Particolarità di questo motore erano il meccanismo di comando delle valvole e il giunto dell'albero distributore brevettati e la speciale capotatura che garantiva un uniforme raffreddamento dei cilindri.

## Versioni

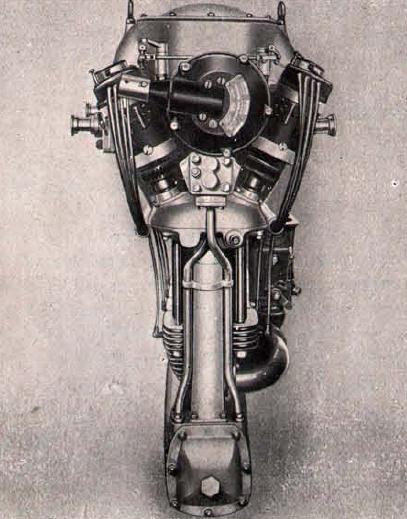
Vista longitudinale

A.60-R
versione dotata di un gruppo riduttore anteriore a sede autocentrante e caratterizzata da potenza massima pari a 145 CV a 2.500 giri/min (albero motore), corrispondenti a 1.580 giri/min per l'elica.

## Velivoli utilizzatori
Italia
- Fiat G.2
- Fiat G.5
- Caproni Ca.100